# Паратова, Юлия Евгеньевна
Юлия Евгеньевна Паратова (укр. Паратова Юлія Євгенівна) — украинская тяжелоатлетка, заслуженный мастер спорта по тяжелой атлетике (весовая категория — до 53 кг).

## Биография
Родилась 7 ноября 1986 года в Одессе. Закончила Одесскую национальную юридическую академию, факультет международно-правовых отношений и юридической журналистики. Первый тренер — Дмитрий Старощук. Тренер — Юрий Кучинов.
Серебряный призёр Чемпионата мира по тяжёлой атлетике 2011 года., четырехкратная чемпионка Украины. Участница Олимпиады-2012 в Лондоне, заняла пятое место, но из-за дисквалификации соперниц в итоге получила бронзу.
9 апреля 2013 года в городе Тирана (Албания) завоевала золотую медаль на чемпионате Европы по тяжёлой атлетике в весовой категории до 53 килограммов, подняв 90 + 104 килограмма.
В августе 2016 стало известно, что из-за дисквалификации Зульфии Чиншанло и Кристины Йову (обладательницы первого и третьего места соответственно) Паратова получит бронзовую награду Олимпийских игр 2012 года.
Представляет спортивное общество «Колос».
Окончила Одесскую национальную юридическую академию, факультет «международно-правовые отношения и юридическая журналистика».
Хобби — коллекционирование значков спортивной тематики.